# Andy Warhol

Firma di Andy Warhol

Andy Warhol, nato Andrew Warhola Jr. (Pittsburgh, 6 agosto 1928 – New York, 22 febbraio 1987), è stato un pittore, grafico, illustratore, scultore, sceneggiatore, produttore cinematografico, produttore televisivo, regista, direttore della fotografia e attore statunitense, figura predominante del movimento della Pop art e uno dei più influenti artisti del XX secolo.

## Biografia
Warhol nacque a Pittsburgh, in Pennsylvania, il 6 agosto del 1928, ultimogenito dei tre figli di Ondrej Warhola (1889-1942), che anglicizzò legalmente il proprio nome in Andrew Warhola poco dopo il suo arrivo negli Stati Uniti, e di Júlia Justína Zavacká (1892-1972), ambedue modesti immigrati russini originari di Miková (un paesino situato nell'odierna Slovacchia nord-orientale). Warhol mostrò subito il suo talento artistico, e studiò arte pubblicitaria al Carnegie Institute of Technology, l'attuale Carnegie Mellon University di Pittsburgh. Fu inizialmente grafico pubblicitario, passando solo dopo alla pittura. Dopo la laurea, ottenuta nel 1949, si trasferì a New York. La città gli offrì subito molteplici possibilità di affermarsi nel mondo della pubblicità, lavorando per riviste come Vogue e Glamour.
Il 3 giugno 1968 una femminista radicale nonché artista frequentatrice della "The Factory" (lo studio di Andy Warhol a New York), Valerie Solanas, sparò a Warhol e al suo compagno di allora, Mario Amaya. Entrambi sopravvissero, nonostante le gravissime ferite riportate da Warhol avessero fatto temere il peggio. Le apparizioni pubbliche di Warhol dopo questa vicenda diminuirono drasticamente: l'artista si rifiutò di testimoniare contro la sua assalitrice e la vicenda passò in second'ordine per via dell'assassinio di Bob Kennedy, avvenuto due giorni dopo.

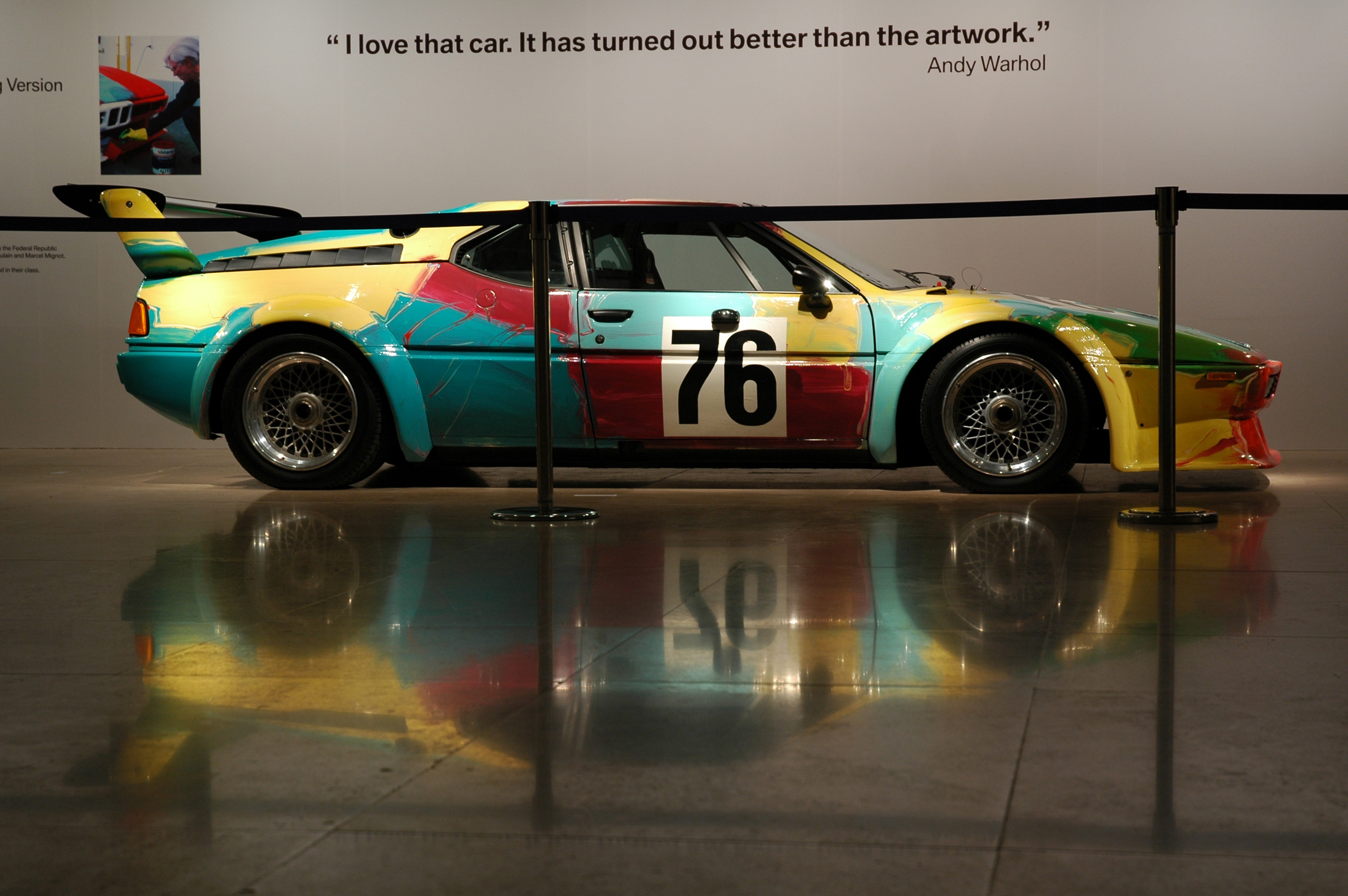
BMW M1 realizzata da Warhol nell'ambito del progetto BMW Art Car nel 1979

Morì a 58 anni a New York il 22 febbraio 1987, in seguito a un intervento chirurgico alla cistifellea, dopo aver realizzato Last Supper, ispirato all'Ultima Cena di Leonardo da Vinci, opera esposta alla mostra di inaugurazione della galleria del Credito Valtellinese in Palazzo delle Stelline a Milano. I funerali si svolsero a Pittsburgh, sua città natale, e a New York venne celebrata una messa di suffragio. Nella primavera del 1988, 10 000 oggetti di sua proprietà furono venduti all'asta da Sotheby's per finanziare la "Andy Warhol Foundation for the Visual Arts". Nel 1989 il Museum of Modern Art di New York gli dedicò una grande retrospettiva.
Dopo la morte, la fama e la quotazione delle opere crebbero al punto da rendere Andy Warhol il "secondo artista più comprato e venduto al mondo dopo Pablo Picasso". Il fratello Paul Warhol, allevatore di polli che non aveva mai posseduto "un particolare talento per l'arte, utilizzò la tecnica di Andy di ricavare stampe da fotografie". In tal modo riuscì a vendere poster di lattine di fagioli e "una serie di opere d'arte con la sua firma, realizzate facendo camminare delle galline sulle tele dopo averne immerso le zampe in colori acrilici".

## Attività

### Pittura

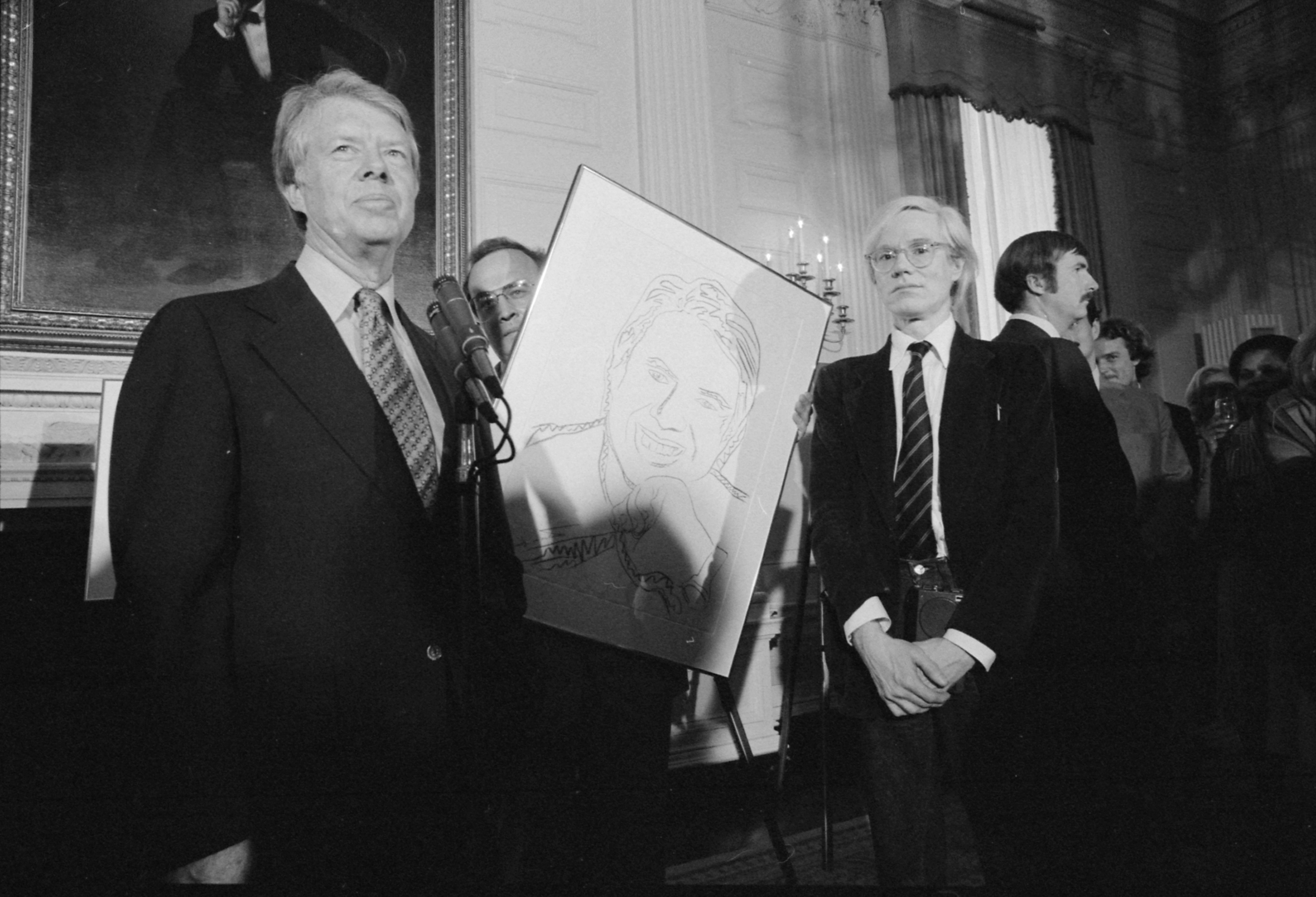
Warhol con Jimmy Carter, 39º presidente degli Stati Uniti d'America

La sua attività artistica conta tantissime opere, che produceva in serie con l'ausilio dell'impianto serigrafico. Le sue opere più famose sono diventate delle icone: Marilyn Monroe, Mao Zedong, Che Guevara, Michael Jackson, Elvis Presley, Elizabeth Taylor, Brigitte Bardot, Marlon Brando, Liza Minnelli e tante altre da ricordare: le regine regnanti Elisabetta II del Regno Unito, Margherita II di Danimarca, Beatrice dei Paesi Bassi, l'imperatrice consorte dell'Iran Farah Pahlavi, la principessa consorte di Monaco Grace Kelly, la regina madre dello Swaziland Ntfombi e la principessa di Galles Diana Spencer.
La ripetizione era il suo metodo di successo: su grosse tele riproduceva moltissime volte la stessa immagine alterandone i colori (prevalentemente vivaci e forti). Prendendo immagini pubblicitarie di grandi marchi commerciali (famose le sue bottiglie di Coca-Cola) o immagini d'impatto come incidenti stradali o sedie elettriche, riusciva a svuotare di ogni significato le immagini che rappresentava proprio con la ripetizione dell'immagine stessa su vasta scala.
La sua arte, che portava gli scaffali di un supermercato all'interno di un museo o di una mostra, era una provocazione nemmeno troppo velata: secondo uno dei più grandi esponenti della Pop art l'arte doveva essere "consumata" come un qualsiasi altro prodotto commerciale.

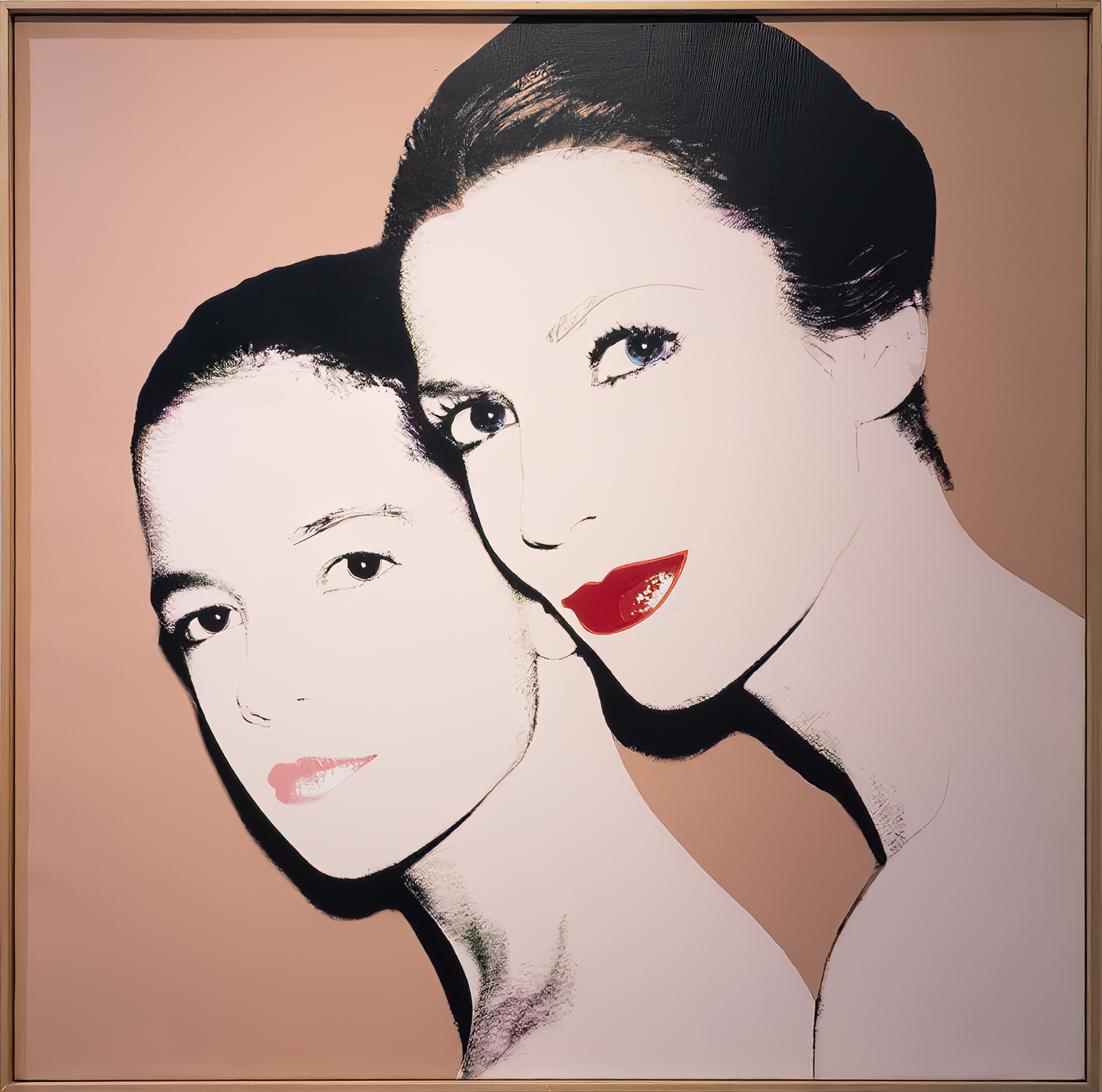
Andy Warhol, Madre e Figlia: Tina e Lisa Bilotti

Ha spesso ribadito che i prodotti di massa rappresentano la democrazia sociale e come tali devono essere riconosciuti: anche il più povero può bere la stessa Coca-Cola che beve Jimmy Carter o Elizabeth Taylor. Fra i suoi assistenti, che successivamente divennero essi stessi famosi, figurò Ronnie Cutrone.
Successivamente rivisitò anche le grandi opere del passato, come l'Ultima Cena di Leonardo da Vinci o capolavori di Paolo Uccello e Piero della Francesca. Anche in questo caso cercò di rendere omaggio a delle opere d'arte al posto dei mass media che in alcuni casi cercarono di screditarlo, tuttavia la pop art fu una delle forme d'arte principali che accompagnarono il boom economico.
Per le persone famose dell'epoca essere ritratte da Warhol divenne un imperativo a conferma del proprio status sociale. Su questo tema fu allestita al Grand Palais di Parigi la mostra Le Grand Monde d'Andy Warhol (18 marzo - 13 luglio 2009), dove furono esposti, tra i molti altri, anche i ritratti fatti agli italiani Gianni e Marella Agnelli (1972).

### Scultura

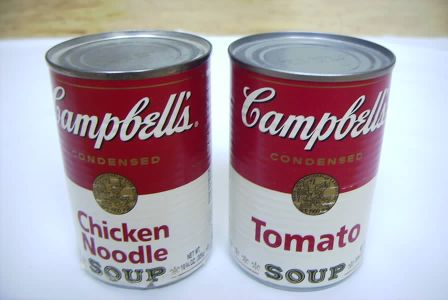
I famosi barattoli di zuppa Campbell spesso rappresentati da Warhol

Andy Warhol ha anche creato alcune sculture che riproponevano in più dimensioni alcuni suoi lavori serigrafici più famosi, come ad esempio scatole di detersivo Brillo e altri prodotti in scatola.

### Cinema
L'interesse di Warhol per il cinema si manifesta a partire dal 1963, quando l'artista, dopo aver frequentato la cinémathèque di Jonas Mekas e il circuito del New American Cinema, decide di acquistare una cinepresa Bolex 16 mm. I film di Warhol di questo primo periodo si possono definire minimali: Sleep, Kiss, Eat, Blow Job, Empire, tutti del 1963-1965, mostrano azioni ripetute dilatate nel tempo, riprese con una camera fissa. A Warhol interessa la composizione dell'immagine che si viene a creare partendo da un unico punto di vista. Questi primi film sono come quadri che, invece di essere appesi, sono proiettati su una parete bianca. Riproponendo un cinema "primitivo".  Nel 1964 ottenne dal film Culture Magazine il premio per il miglior film indipendente.
I film sperimentali senza sonoro sono girati in 16 mm alla velocità di 24 fotogrammi per secondo e proiettati alla velocità di 16 fotogrammi al secondo; questa caratteristica rallenta e amplifica l'immagine del film, che viene percepito in un tempo lunghissimo. Luogo fondamentale sia per la sperimentazione sia per l'ispirazione nel mondo del cinema di Warhol fu la Silver Factory; l'ampio locale ubicato al quarto piano di un'ex fabbrica di cappelli sulla 47ª strada, fu il più noto studio-laboratorio di Warhol, teatro di molti progetti artistici tra il 1963 e il 1968. Circondato da persone con cui scambiare suggerimenti e idee, Warhol lavorò alla Factory con ritmi da "catena di montaggio". La Factory era una open house, un luogo aperto in cui tutti erano invitati a partecipare.
Nello studio gravitava un mondo di originali, intorno a una figura che si faceva chiamare "capo", ma che era orgoglioso di non dare mai l'impressione di avere la minima individualità, di non essere mai altro che lo specchio del suo entourage, la copia di ciò che i suoi cortigiani volevano che fosse. La Factory diventava così uno "spazio ideologico" dove molte nozioni sulla pop art si trasformavano in stile di vita. Il gruppo formava un nucleo con un linguaggio comune, uno stile comune fondato sull'accettazione di qualsiasi comportamento, senza pretesa di giudizio.

#### Screen Test
Un posto importante nella produzione cinematografica di Warhol riguarda i 500 rulli di Screen Test, ritratti filmati di personaggi in visita alla Factory, ripresi con una camera fissa per tre minuti su un fondo nero. Warhol chiedeva a ogni partecipante del provino (screen-test) di fissare la camera, di non muoversi durante la ripresa e di non sbattere le ciglia, restando con lo sguardo fisso.
(Andy Warhol)
L'idea è quella di fissare in un ritratto un personaggio che compie un'azione banale, ma che per Warhol ha un significato importante. L'obiettivo non è solo quello di entrare nell'intimità del personaggio ripreso ma anche quello di colpire lo stesso spettatore e farlo riflettere.

### Pubblicità
Il 23 luglio 1985 fa da testimonial al lancio del nuovo computer della Commodore, l'Amiga 1000. Sempre negli anni ottanta è testimonial della rivista Vogue America. Durante la presentazione del computer Warhol produsse alcune immagini digitali tra cui un ritratto della cantante Debbie Harry presente all'evento. Warhol fotografò Harry con una fotocamera collegata al computer e poi elaborò l'immagine con il software presente nell'Amiga. Queste opere sono rimaste in alcuni floppy disk a corredo del computer usato per la presentazione, che fu poi donato a Warhol dall'azienda produttrice per poi venire conservato all'Andy Warhol Museum di Pittsburgh, e sono state ritrovate dall'artista newyorkese Cory Arcangel nel 2011 e recuperate con un lavoro durato tre anni e la collaborazione del Computer Club della Carnegie Mellon University.

### Altre forme d'arte

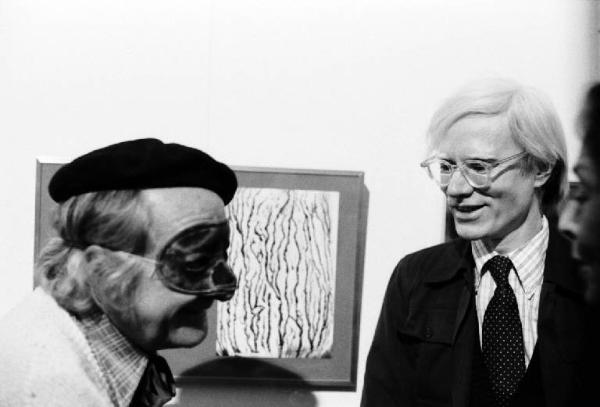
Andy Warhol a Milano nel 1974 presenzia a una mostra d'arte

Warhol ha sostenuto e sperimentato altre forme di comunicazione, come ad esempio il cinema e la musica: ha prodotto alcuni lungometraggi e film, ha sostenuto alcuni gruppi musicali, tra cui i Velvet Underground con Lou Reed, per i quali ha disegnato la celebre copertina dell'album d'esordio The Velvet Underground & Nico, e numerosi artisti anche stranieri tra cui la cantante italiana Loredana Bertè. Nel 1981 infatti, Bertè ha pubblicato Made in Italy, un album registrato con il funk group americano Platinum Hook. L'album includeva il brano Movie per il quale è stato girato un videoclip diretto da Andy, che Bertè aveva incontrato a New York durante la realizzazione dell'album, guadagnandosi il soprannome di "Pasta Queen", per le sue doti culinarie. Anche la foto di copertina, firmata da Christopher Makos, è frutto della collaborazione di Bertè con la Factory di Warhol. Due anni più tardi, un altro dei ritratti di tale servizio verrà utilizzato per la copertina dell'album Jazz.
Risale al 1975 l'incontro con un'altra cantante italiana, Patty Pravo; Warhol si era recato personalmente nella sua casa romana per offrirle la parte da protagonista di un suo film che lei, tuttavia, rifiutò.
Il pensiero "commerciale" di Warhol spaziava in ogni campo. Blow Job (telecamera fissa per 35 minuti sul volto di un uomo che riceve una fellatio) e Lonesome Cowboys sono alcuni esempi di film che ritraggono la cultura gay newyorkese del tempo, censurati e distribuiti solo col passaparola.
Altri lavori, certamente d'avanguardia, mostrano ad esempio un uomo che dorme per cinque ore e venti (Sleep, 1963). Alcuni di questi film furono trasmessi al pubblico dopo trent'anni dalla data di realizzazione, soprattutto in occasione di mostre e antologie del pittore organizzate in molti musei del mondo.
Una particolare attività che svolse Andy Warhol è la realizzazione, nel 1974, di una serie di oltre seicento "capsule del tempo", scatole piene di fotografie, lettere, articoli di giornale destinati ai posteri. Molte sono ancora sigillate, ma qualcuna è stata aperta rivelando al mondo una parte della vita dell’artista.
È stato anche fondatore della Factory, luogo fondato nel 1962 in cui giovani artisti newyorkesi potevano trovare uno spazio collettivo per creare: qui sono nati o passati per un breve periodo altri famosi artisti come Jean-Michel Basquiat, Francesco Clemente, Keith Haring.

### Laboratori

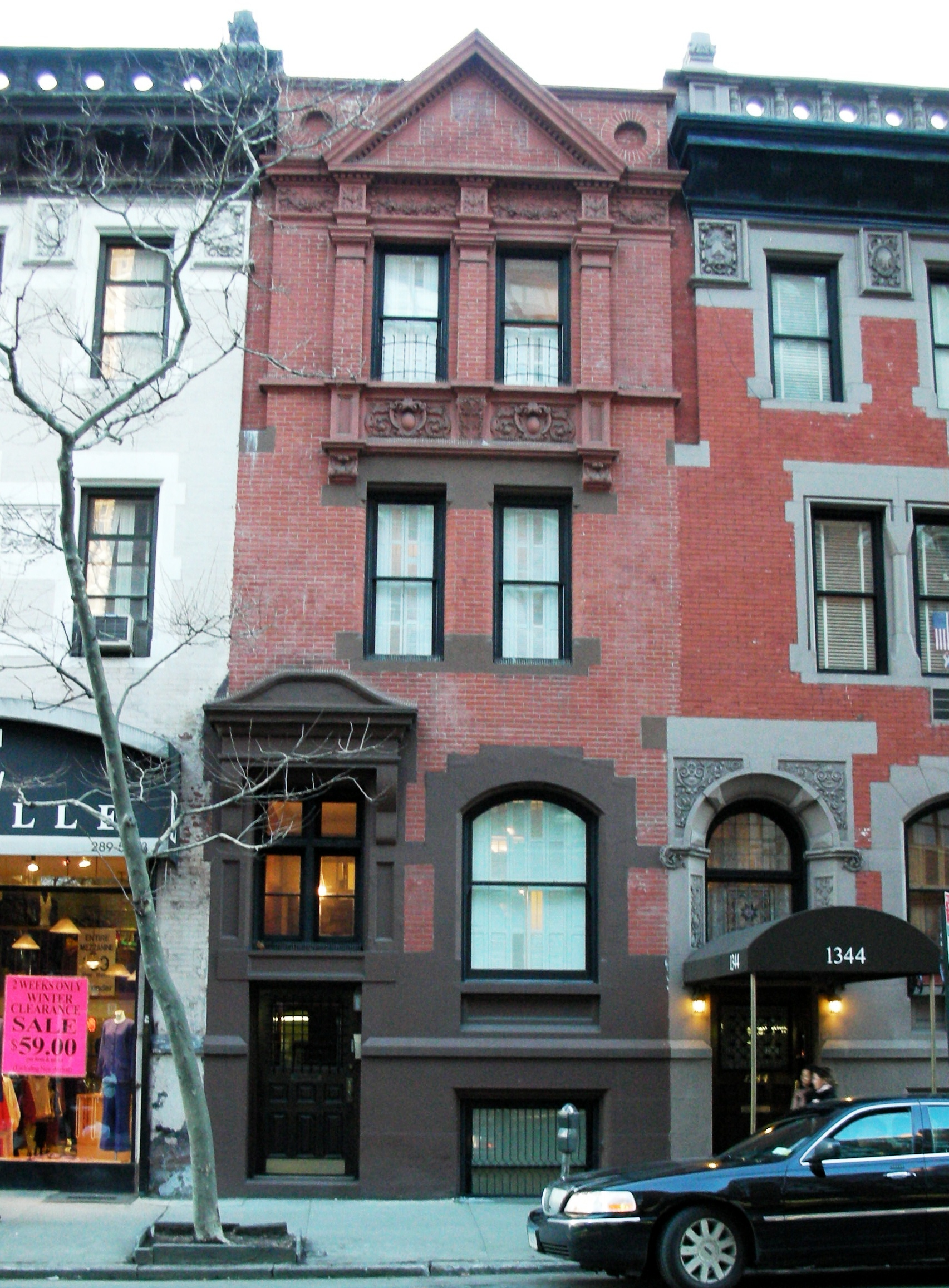
Factory a New York, 1342 Lexington Avenue

Andy Warhol ebbe diverse factory a New York, cioè laboratori nei quali lavorò, alcune volte per molti anni, altre solo per poco tempo. Ma tutte le factory sono state molto significative per il suo lavoro d'artista. Gli indirizzi e i palazzi (oggi convertiti in lussuosi appartamenti o in uffici di prestigio) di quelli che, tra gli anni sessanta e gli anni ottanta, furono veri e propri laboratori di successo, per Warhol ma anche per tutti i suoi fedeli collaboratori, sono i seguenti:
- Factory: 1342 Lexington Avenue (la prima Factory)
- Factory: 231 East 47th street 1963-1967
- Factory: 860 Broadway (di fronte a 33 Union Square) 1973-1984 (oggi il palazzo è stato completamente rifatto)
- Factory: 22 East 33rd Street 1984-1987 (non esiste più il palazzo)
- Factory: 33 Union Square 1967-1973 (Decker Building)
- Studio: 158 Madison Avenue (ultimo studio personale)
- Casa: 242 Lexington Avenue
- Casa: 57 East 66th street (ultima casa di Warhol)

## Vita privata
Cattolico praticante e aderente al cattolicesimo di tradizione rutena, faceva regolarmente volontariato presso i rifugi per senzatetto e si descriveva come una persona religiosa. Warhol frequentava regolarmente la messa di una chiesa newyorkese, la San Vincenzo Ferrer a Manhattan, una chiesa di rito romano affidata ai domenicani: secondo il suo sacerdote partecipava quasi quotidianamente alla messa, senza confessarsi o prendere la comunione.
Il fratello di Warhol l'aveva descritto come "molto religioso, ma non voleva che le persone lo sapessero perché era una cosa privata". Nell'elogio funebre di Warhol, John Richardson lo dipinse come una persona devota: "È stato responsabile di almeno una conversione al cristianesimo. Era molto orgoglioso di aver finanziato gli studi per il sacerdozio del nipote."
La sua arte era influenzata dalla tradizione cristiano-orientale, che era così evidente nei luoghi di culto che frequentava.

## Filmografia

### Regista
- Kiss (1963)
- Jill and Freddy Dancing (1963)
- Haircut (1963)
- Haircut No. 2 (1963)
- Haircut No. 3 (1963)
- Elvis at Ferus (1963)
- Eat (1963)
- Blow Job (1964)
- Sleep (1964)
- Tarzan and Jane Regained... Sort of (1964)
- Soap Opera (1964)
- Whips and Women (1964)
- The Thirteen Most Beautiful Boys (1964)
- The End of Dawn (1964)
- The 13 Most Beautiful Women (1964)
- Screen Test: Jane Holzer (Toothbrush) (1964)
- Screen Test: Freddy Herko (1964)
- Screen Test: Dennis Hopper (1964)
- Screen Test: Billy Name (1964)
- Screen Test: Ann Buchanan (1964)
- Naomi and Rufus Kiss (1964)
- Messy Lives (1964)
- Mario Banana I (1964)
- Mario Banana II (1964)
- Lips (1964)
- Drunk (1964)
- Couch (1964)
- Clockwork (1964)
- Batman Dracula (1964)
- Screen Test No. 1 (1965)
- Empire (1965)
- The Life of Juanita Castro (1965)
- Vinyl (1965)
- Screen Test No. 2 (1965)
- Poor Little Rich Girl (1965)
- Beauty No. 1 (1965)
- Beauty No. 2 (1965)
- My Hustler (1965)
- Taylor Mead's Ass (1965)
- Space (1965)
- Screen Test: Paul America (1965)
- Screen Test: Edie Sedgwick (1965)
- Restaurant (1965)
- Prison (1965)
- Kitchen (1965)
- Horse (1965)
- Harlot (1965)
- Camp (1965)
- Bitch (1965)
- Afternoon (1965)
- Chelsea Girls (1966)
- Salvador Dalí (1966)
- The Velvet Underground & Nico: A Symphony of Sound (1966)
- Nude Restaurant (1967)
- Bike Boy (1967)
- I, a Man (1967)
- Cowboy solitari (Lonesome Cowboys) (1968-69)
- San Diego Surf (1968)[21]
- Blue Movie (1969)

### Sceneggiatore/Produttore
- Flesh (1968)
- Trash - I rifiuti di New York (Trash) (1970)
- Women in Revolt (1971)
- Calore (Heat) (1972)
- Il mostro è in tavola... barone Frankenstein (Andy Warhol ' s Flesh for Frankenstein) (1973)
- Dracula cerca sangue di vergine... e morì di sete!!! (Andy Warhol ' s Blood for Dracula) (1974)

### Opere su Andy Wharol
- Andy Warhol di Marie Menken (1965) - cortometraggio
- The Andy Warhol Story di Andy Warhol (1967) - lungometraggio
- Andy Warhol and his Clan di Bert Koetter (1970) - documentario
- Andy Warhol: Re-Reproduction di Toshio Matsumoto (1974) - cortometraggio
- Chelsea Girls with Andy Warhol di Michel Auder (1976) - documentario
- Scenes from the Life of Andy Warhol: Friendships and Intersections di Jonas Mekas (1982) - documentario
- Andy Warhol di Kim Evans e Lana Jokel (1987) - documentario
- Superstar: The Life and Times of Andy Warhol di Chuck Workman (1990) - documentario
- Ho sparato a Andy Warhol di Mary Harron (1996) - lungometraggio
- Andy Warhol: The Complete Picture di Chris Rodley (2002) - documentario
- Vies et morts d'Andy Warhol di Jean-Michel Vecchiet (2005) - documentario
- A Walk Into the Sea: Danny Williams and the Warhol Factory di Esther B. Robinson (2006) - documentario
- Andy Warhol: A Documentary Film di Ric Burns (2006) - documentario
- I diari di Andy Warhol (2022) - docuserie

## Songs for Drella

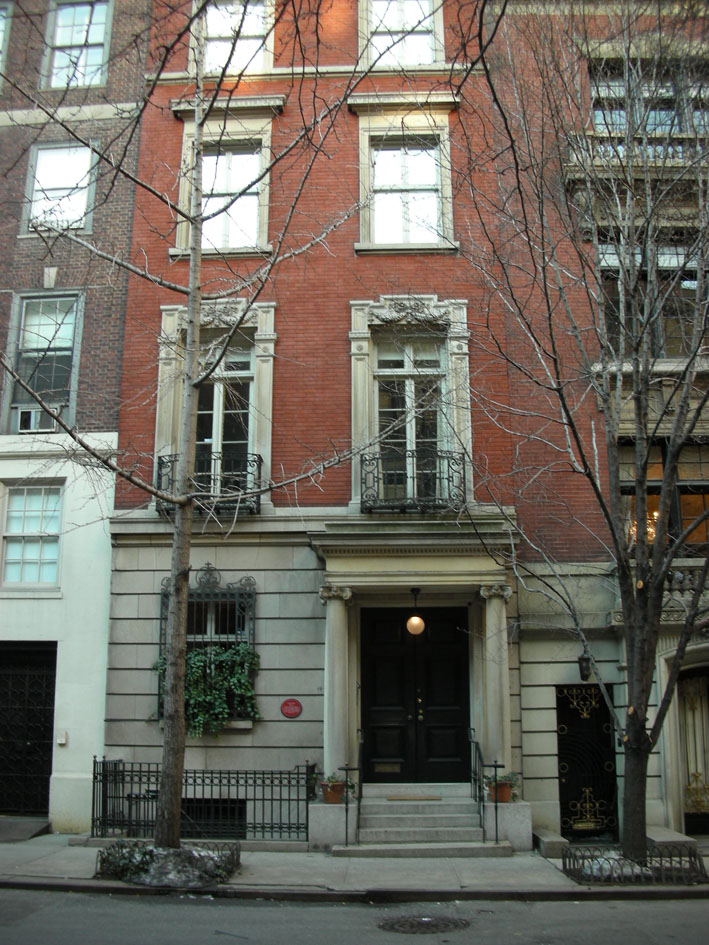
L'ultima casa di Andy Warhol, 57 East 66th street, a Manhattan

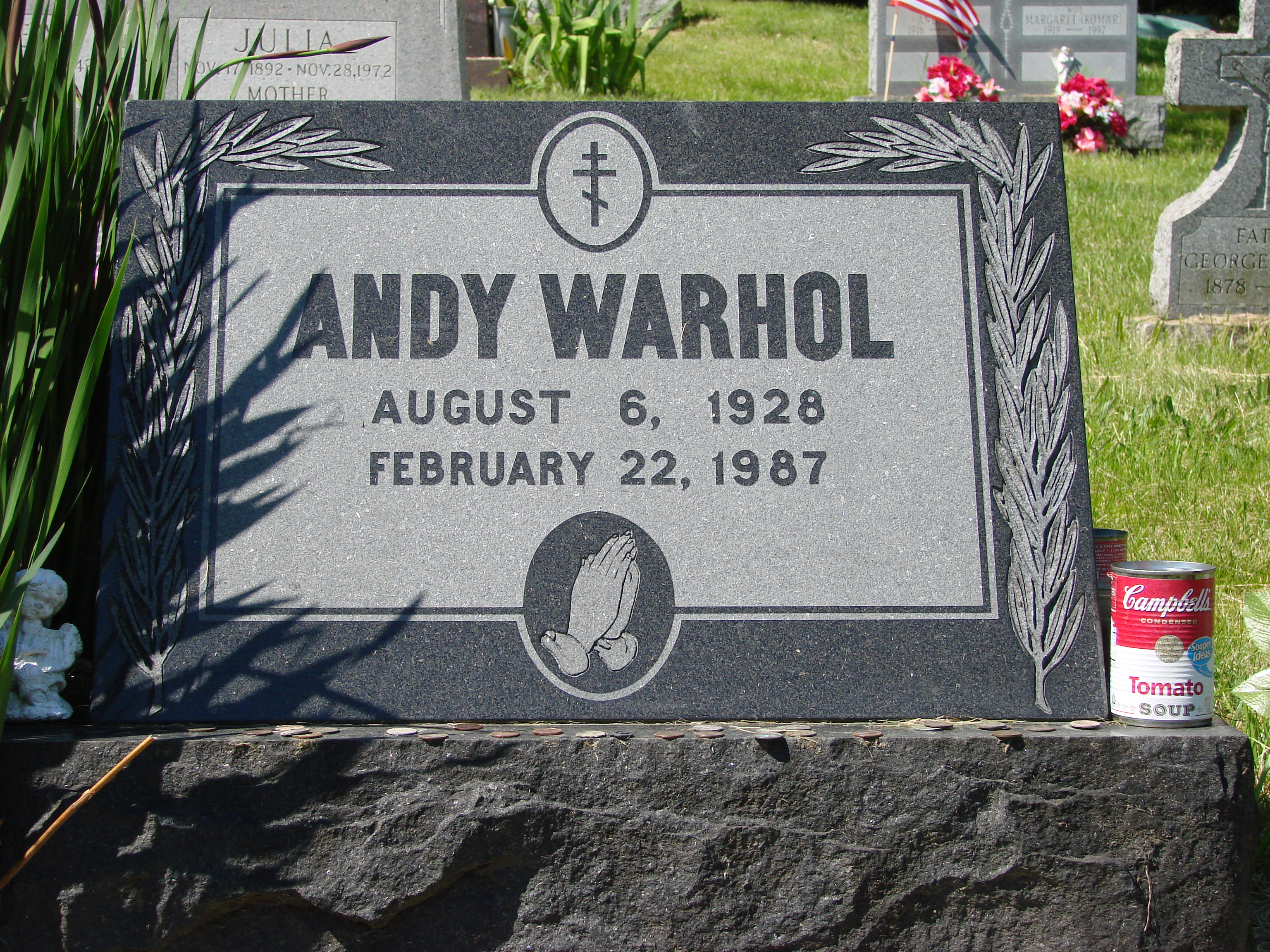
La tomba di Andy Warhol nel St. John the Baptist Byzantine Catholic Cemetery (Bethel Park, Pennsylvania)

Dopo la sua morte, Lou Reed e John Cale – i membri fondatori dei Velvet Underground – fecero uscire nel 1990 un concept album in suo onore, Songs for Drella, in cui esaminavano nel dettaglio il pensiero e l'influenza di Warhol.
(Andy Warhol)

## Nella cultura di massa
Il suo personaggio appare in una scena del film The Apprentice - Alle origini di Trump, in cui incontra il giovane Donald Trump.